# Matthew White (ciclista)
Matthew White (Sydney, 22 febbraio 1974) è un dirigente sportivo, ex ciclista su strada e pistard australiano. Professionista dal 1996 al 2007, vinse una tappa al Giro di Svizzera 1999. Dal 2012 è direttore sportivo del Team Jayco AlUla, noto in precedenza come Orica, Mitchelton e BikeExchange.

## Biografia
È il marito della marciatrice Jane Saville, di cui è stato anche l'allenatore.
Nel 2012 ha ammesso di aver fatto uso di doping per la maggior parte della sua carriera da professionista.

## Palmarès

### Strada
- 1998 (Amore & Vita, tre vittorie)

5ª tappa Tour of Tasmania
Joseph Sunde Memorial
Trofeo Alvaro Bacci
- 1999 (Vini Caldirola-Sidermec, una vittoria)

6ª tappa Giro di Svizzera (Küssnacht > Mauren)
- 2005 (Cofidis, una vittoria)

4ª tappa Tour Down Under (Unley > Hahndorf)

#### Altri successi
- 1996 (ZVVZ-Giant)

Canberra Goulburn
- 1997 (ZVVZ-Giant)

Criterium Mount Buller
- 2002 (US Postal Service)

1ª tappa Volta Ciclista a Catalunya (Sant Jaume d'Enveja > Deltebre, cronosquadre)
Noosa International Criterium
South Bank GP
- 2007 (Discovery Channel)

Cronulla International Gran Prix

## Piazzamenti

### Grandi Giri
- Giro d'Italia

1998: ritirato (18ª tappa)
2000: 101º
2005: 117º
2006: 102º
2007: 105º
- Tour de France

2005: 123º
- Vuelta a España

2001: ritirato (15ª tappa)
2002: 129º
2003: 127º
2004: 119º

### Classiche monumento
- Milano-Sanremo

2001: 47º
2002: 120º
2003: 130º
2004: 69º
2005: 84º
2006: 116º
2007: 101º
- Giro delle Fiandre

1999: 53º
2000: 66º
2001: 51º
2002: 89º
2004: ritirato
2006: ritirato
2007: 62º
- Parigi-Roubaix

1999: ritirato
2000: fuori tempo massimo
2002: ritirato
2006: 74º
2007: ritirato
- Liegi-Bastogne-Liegi

2000: 93º

### Competizioni mondiali
- Campionati del mondo su strada

Zolder 2002 - In linea Elite: 135º
Hamilton 2003 - In linea Elite: ritirato
Verona 2004 - In linea Elite: ritirato
Salisburgo 2006 - In linea Elite: ritirato
- Campionati del mondo su pista

Atene 1992 - Inseguimento a squadre juniors: 2º
- Giochi olimpici

Sydney 2000 - In linea: ritirato
Atene 2004 - In linea: ritirato